# Амега, Атсу Коффи
Атсу Коффи Амега (фр. Atsu Koffi Amega, 22 марта 1932, Ломе, Французское Того — 29 апреля 2015, Ломе, Того) — тоголезский государственный деятель, министр иностранных дел Того (1984—1987).

## Биография
- 1971—1981 гг. — председатель Верховного Суда,
- 1981—1984 гг. — постоянный представитель Того при ООН,
- 1984—1987 гг. — министр иностранных дел.

Впоследствии работал высокопоставленным чиновником ООН. В 1994 г. возглавлял группу экспертов, направленных Советом Безопасности для расследования массовых убийств мирного населения в Руанде, в 1996 г. являлся специальным посланником Генерального секретаря ООН в связи с казнью в Нигерии известного писателя и общественного деятеля Кена Саро-Вива. В 1997 г. возглавил специальную комиссию ООН по расследованию предполагаемых нарушений прав человека в Демократической Республике Конго.